# Deutsche Gesellschaft für Gerontopsychiatrie und -psychotherapie
Die Deutsche Gesellschaft für Gerontopsychiatrie und -psychotherapie (DGGPP) ist eine wissenschaftliche Fachgesellschaft, deren Anliegen die Förderung von Forschung und Lehre über die Psychiatrie des Alterns und deren Umsetzung in die Praxis. Die DGPK ist Mitglied der Arbeitsgemeinschaft der Wissenschaftlichen Medizinischen Fachgesellschaften (AWMF).

## Ziele und Aufgaben
Die Vereinssatzung der DGGPP nennt folgende Aufgaben des Vereins:
- Förderung von Aus-, Fort- und Weiterbildung im Fach
- Förderung von patientenorientierten und gemeindenahen Versorgungseinrichtungen
- Durchführung von Kongressen und Fachtagungen
- Mitarbeit in den internationalen Gesellschaften und Vereinigungen
- Beratende Mitwirkung bei in wissenschaftlichen, politischen und anderen Bereichen, die auf diesem Gebiet tätig werden.

## Veranstaltungen
Die Deutsche Akademie für Gerontopsychiatrie und -psychotherapie e.V. ist die Fortbildungseinrichtung der DGGPP. Sie bietet Fort- und Weiterbildungsangebote insbesondere für Ärzte und Berufsgruppen.

## Veröffentlichungen
Die Gesellschaft veröffentlicht Stellungnahmen zu Vorgehensweisen, Maßnahmen und Standards in ihrem Fachgebiet.

## Leitlinien zur Behandlung
Die Gesellschaft entwickelt zu Themen ihres Fachgebiets medizinische Leitlinien, die im Rahmen des AWMF-Leitlinienprogramms veröffentlicht werden.

## Publikationen
Die Gesellschaft verweist auf ihrer Website auf Arbeitsmaterialien, die vom Verein empfohlen werden, und auf die DGGPP-Schriftenreihe.

## Ehrungen
Zu Ehrenmitgliedern der DGGPP wurden ernannt:
- 2006: Hans Lauter, München
- 2007: Siegfried Kanowski, Berlin
- 2009: Hartmut Radebold, Kassel
- 2011: Fritz Beske, Kiel
- 2023: Regina Schmidt-Zadel, Ratingen
- 2014: Johannes Kipp, Baunatal
- 2015: Christel Kretschmar, Mettmann
- 2017: Rolf D. Hirsch, Bonn
- 2019: Rainer Kortus, St. Ingbert, und Hans Gutzmann, Berlin
- 2022: Claus Wächtler, Hamburg

## Geschichte
Die DGGPP wurde 1992 gegründet, seit 1993 ist sie Mitglied der AWMF.